# Conus jucundus
Espèce
Statut de conservation UICN

 LC  : Préoccupation mineure
Conus jucundus est une espèce de mollusques gastéropodes marins de la famille des Conidae.
Comme toutes les espèces du genre Conus, ces escargots sont prédateurs et venimeux. Ils sont capables de « piquer » les humains et doivent donc être manipulés avec précaution, voire pas du tout.

## Distribution
Cette espèce marine est présente au large des Bahamas.

### Niveau de risque d’extinction de l’espèce
Selon l'analyse de l'UICN réalisée en 2011 pour la définition du niveau de risque d'extinction, l'aire de répartition de cette espèce est limitée, elle se trouve uniquement sur le banc de Little Bahama. Il n'y a pas de menaces connues. Elle est classée dans la catégorie préoccupation mineure.

## Taxonomie

### Publication originale
L'espèce Conus jucundus a été décrite pour la première fois en 1887 par le conchyliologiste, éditeur et illustrateur britannique George Brettingham Sowerby III (1843-1921) dans la publication intitulée « Second supplement to monograph of the genus Conus »,.

### Synonymes
- Conus (Dauciconus) jucundus G. B. Sowerby III, 1887 · appellation alternative
- Conus regius abbotti Clench, 1942 · non accepté
- Leptoconus abbotti (Clench, 1942) · non accepté
- Purpuriconus jucundus (G. B. Sowerby III, 1887) · non accepté